# Emad El-Shafei
Emad El-Shafei (en arabe : عماد الشافعي), né le 10 mars 1966 au Caire, est un nageur égyptien.

## Carrière
Emad El-Shafei remporte deux médailles d'or, sur 200 mètres dos et 400 mètres quatre nages, et une médaille de bronze sur 200 mètres quatre nages aux Championnats d'Afrique de natation 1982 au Caire. Il dispute ensuite les Jeux olympiques d'été de 1984 à Los Angeles, disputant les épreuves de dos et de relais.
Il remporte aux Jeux africains de 1987 à Nairobi deux médailles d'argent, sur 200 mètres dos et sur 200 mètres quatre nages, ainsi que deux médailles de bronze, sur 100 mètres dos et sur 400 mètres quatre nages.
Il est vainqueur du 400 mètres quatre nages et médaillé d'argent du 200 m dos et du 200 mètres quatre nages aux  Jeux africains de 1991 au Caire avant de se voir retirer les médailles pour dopage.